# Кухтинский
Кухтинский — хутор в Урюпинском районе Волгоградской области России, в составе Краснянского сельского поселения. Расположен на левом берегу реки Ольшанка, между хуторами Серковский и Красный.
Население — 22 (2010)

## История
Дата основания не установлена. Хутор относился к юрту станицы Урюпинской Хопёрского округа Земли Войска Донского (с 1870 года — Область Войска Донского). В 1859 году на хуторе Кухтинском проживали 22 мужчины и 28 женщин.
Согласно переписи населения 1897 года на хуторе проживали 61 мужчина и 81 женщина. Большинство населения было неграмотным: грамотных мужчин — 29, женщин — 2. Согласно алфавитному списку населённых мест Области Войска Донского 1915 года на хуторе проживало 127 мужчин и 98 женщин, имелось хуторское правление и приходское училище, земельный надел составлял 1069 десятин.
В 1921 году хутор был включён в состав Царицынской губернии. С 1928 года — в составе Урюпинского района Хопёрского округа (упразднён в 1930 году) Нижне-Волжского края (с 1934 года — Сталинградского края, с 1936 года Сталинградской области, с 1961 года — Волгоградской области).

## География
Хутор находится в степной местности, в пределах Хопёрско-Бузулукской равнины, являющейся южным окончанием Окско-Донской низменности, на левом берегу реки Ольшанка, между хуторами Серковский и Красный. Центр хутора расположен на высоте около 130 метров над уровнем моря. Почвы — чернозёмы обыкновенные.
Близ хутора проходит автодорога Урюпинск — Красный. По автомобильным дорогам расстояние до областного центра города Волгоград составляет 350 км, до районного центра города Урюпинска — 22 км.
Часовой пояс
Кухтинский, как и вся Волгоградская область, находится в часовой зоне МСК (московское время). Смещение применяемого времени относительно UTC составляет +3:00.

## Население
Динамика численности населения по годам:
| 1859 | 1873 | 1897 | 1915 | 1987 | 2002 |
| ---- | ---- | ---- | ---- | ---- | ---- |
| 50   | 117  | 142  | 235  | ≈30  | 31   |

| 2010 |
| ---- |
| 22   |